# Edmondo Plantageneto, II conte di Cornovaglia
Edmondo, II conte di Cornovaglia (Hertfordshire, 26 dicembre 1249 – 1300 circa), è stato un principe britannico, nipote di re Giovanni d'Inghilterra.

## Biografia
Edmondo nacque nell'Hertfordshire, il 26 dicembre del 1249 da Riccardo di Cornovaglia, figlio di re Giovanni d'Inghilterra, e di Sancha di Provenza. Edmondo era il loro secondogenito e venne così chiamato in onore di sant'Edmondo di Canterbury, arcivescovo di Canterbury e predecessore dell'arcivescovo dell'epoca, il beato Bonifacio di Savoia, zio della madre.
Nel 1257 Edmondo accompagnò i genitori in Germania perché il padre potesse accogliere, almeno nominalmente, il proprio titolo di imperatore del Sacro Romano Impero.
Nel 1264 allo scoppiare della seconda guerra dei baroni con la cattura di Riccardo di Cornovaglia nella battaglia di Lewes lo seguì nella prigionia al castello di Kenilworth: entrambi vennero rilasciati solo nel settembre 1265.
Accompagnò il padre in Germania, da dove riportarono la reliquia del presunto sangue di Gesù, che fu donata ad un'abbazia del Gloucestershire.
Nel 1271 partì per l'ottava crociata, ma venne richiamato in patria dal re quello stesso anno, poiché il fratello maggiore, Enrico, era stato ucciso a Viterbo: Edmondo, unico figlio maschio rimasto, divenne così l'erede del padre.
Il 2 aprile del 1272 suo padre morì e un mese dopo Edmondo rese omaggio al re che formalizzò l'avvenuto passaggio di titoli e proprietà. Nel luglio dello stesso anno suo cugino Edmondo Plantageneto gli concesse la "locazione" della signoria e della città di Leicester per quattro anni.
Il 6 ottobre del 1272 si sposò con Margaret de Lacy e pochi giorni dopo venne creato cavaliere dal cugino Enrico III d'Inghilterra nella cattedrale di Westminster ed investito ufficialmente del titolo di conte di Cornovaglia. In novembre, infine, morì Enrico III d'Inghilterra: fu tra i firmatari della lettera che avvisava dell'accaduto Edoardo I d'Inghilterra e fu presente alla sua incoronazione.
Con i beni ereditati, poté prestare ingenti somme ai nobili e alla corona stessa. Nel 1277 seguì re Edoardo I d'Inghilterra in una spedizione in Galles e due anni dopo, insieme a Tommaso di Cantilupe, vescovo di Hereford e a Godfrey de Giffard, vescovo di Worcester, fu incaricato dal re di reggere il regno in sua assenza, in occasione del suo viaggio in Francia con la moglie per prendere possesso del Poitou.
Fra l'aprile del 1282 e il dicembre 1284 fu nominato luogotenente del re Edoardo I, impegnato nelle sue campagne gallesi: in tale veste mise insieme i contributi per una crociata, si assicurò che i documenti erariali fossero al sicuro durante il trasporto, presenziò a un'assemblea ecclesiastica come rappresentante del re nel gennaio 1283 e si assicurò che le proprietà reali fossero sicure.
Fra il 13 maggio 1286 ed il 12 agosto 1289 agì di nuovo come reggente durante un'altra prolungata assenza del re: nel 1287 riconquistò il castello di Llandovery, perso ad opera di una ribellione nel Galles. Nel giugno del 1289 fece da mediatore fra Humphrey de Bohun, III conte di Hereford ed il cognato Gilberto di Clare, VII conte di Gloucester e VI conte di Hertford, circa una disputa sulle loro terre nel Galles e proibì a quest'ultimo di costruire un castello nel Brecknockshire.
Quando il re tornò in patria furono molti a lamentarsi del conte, ma il sovrano non ne tenne conto ed Edmondo non perse il favore reale.
Nel 1288 Edmondo commissionò la costruzione di una cappella ad Abingdon, dedicata al proprio santo protettore. Fu vicino anche al nuovo arcivescovo di Canterbury. Il suo denaro venne ancora prestato alla corona, alla corte e alla Chiesa, e venne usato per riattare castelli e conventi.
Fece testamento nel luglio del 1297; non si conosce con precisione la data della sua morte, ma il 25 settembre 1300, il re ordinò la celebrazione delle sue esequie. Non avendo eredi le sue proprietà passarono alla corona.
Il suo cuore insieme alle carni vennero sepolti ad Ashbridge, mentre le sue ossa nell'abbazia di Hailes.